# Caprimulgus clarus
El chotacabras colifino o chotacabras de cola fina (Caprimulgus clarus) es una especie de ave de la familia Caprimulgidae, orden Caprimulgiforme, que vive la región ecuatorial del este de África.

## Distribución y hábitat
Se encuentra en Yibuti, Somalia, Etiopía, Sudán y Tanzania

Sus hábitats naturales son las praderas, praderas arbustivas, bosques de matorral y pastizales, en altitudes desde el nivel del mar y hasta los 2000 m

## Descripción
Mide unos 28 cm de longitud y su peso varía entre los 36 y los 53 gr. Presenta un leve dimorfismo sexual y su plumaje es críptico, de tonos pardos o pardo grisáceos. Los machos poseen una línea blanca en el borde delantero de las alas (rojiza en el caso de las hembras) y un parche blanco en la parte frontal del cuello.

## Alimentación
Se alimenta de insectosː polillas, moscas, escarabajos, hormigas y saltamontes, entre otros.